# Ralph Wilson
Ralph Wilson, (24 de junho de 1880 - 14 de fevereiro de 1930) foi um ginasta que competiu em provas de ginástica artística pelos Estados Unidos. 
Wilson ingressou no ginásio National Turnverein para disputar os Jogos de St. Louis, nos quais conquistou uma medalha olímpica. Em sua única participação em Olimpíadas, disputou a prova da dança com maças, na qual, superado pelos compatriotas Edward Hennig e Emil Voigt, encerrou na terceira colocação.